# Jordan Mechner

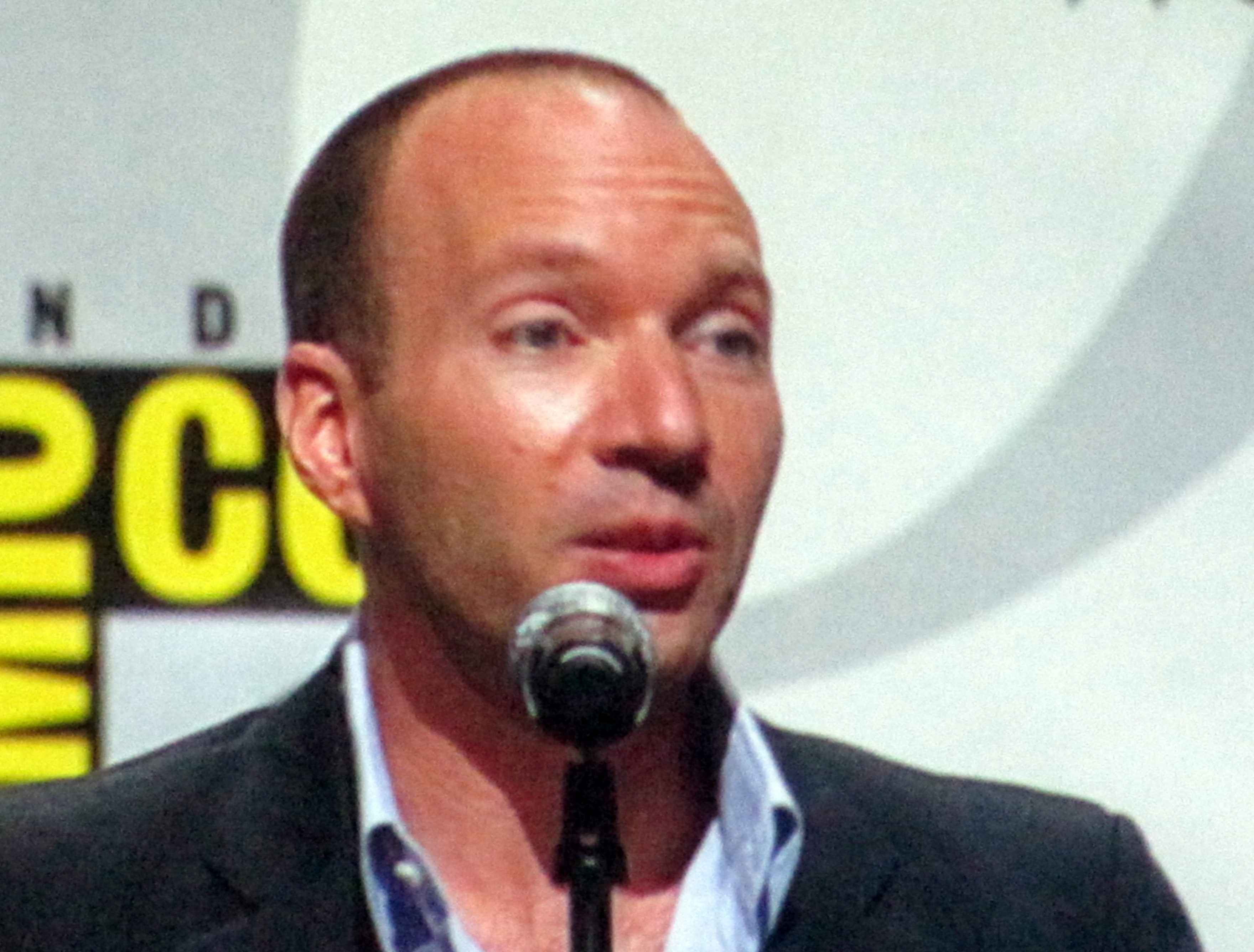
Jordan na WonderCon 2010

Jordan Mechner (Nova Iorque, EUA) é o criador dos jogos Karateka e Prince of Persia. Introduziu o conceito de rotoscopia em jogos.